# Fort Saint-André (Villeneuve-lès-Avignon)
Pour les articles homonymes, voir Fort Saint-André.
Le fort Saint-André est une enceinte fortifiée établie sur le mont Andaon qui domine Villeneuve-lès-Avignon.

## Historique
En 1290, Philippe le Bel échange le Maine et l'Anjou contre une part de seigneurie en Avignon. Pour protéger un point stratégique à la frontière du royaume marquée par le Rhône, il décide de la construction de Villeneuve-lès-Avignon. L'acte de fondation, signé en 1292 avec l'abbé de Saint-André, prévoit de fortifier l'accès au pont d'Avignon. Entre 1300 et 1307, la tour Philippe le Bel est ainsi construite sur la rive droite du fleuve. 

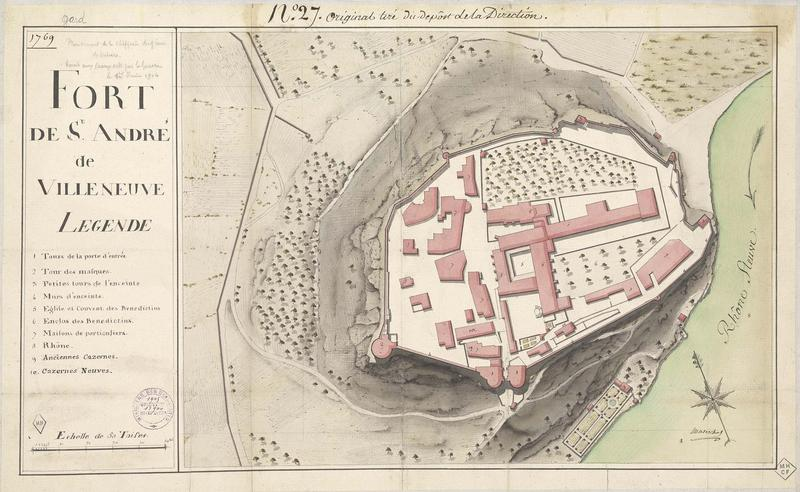
Plan du Mont-Andaon en 1769.

La fortification du Mont-Andaon lui-même est entreprise sous Jean II le Bon.  Elle doit affirmer la puissance royale face aux terres de l'Empire et des papes d'Avignon. Le fort est également destiné à protéger l'abbaye bénédictine du Xe siècle et le bourg Saint-André dont l'existence, sur le mont Andaon, est attestée depuis le Xe siècle.
Le fort et le mur d'enceinte qui entoure l'abbaye ont été construits en plusieurs étapes durant la deuxième moitié du XIVe siècle. Le fort Saint-André, tel que nous le connaissons aujourd'hui, a eu comme dernier architecte Jean de Loubières, dit Jean de Louvres, l'architecte du palais des papes d'Avignon. Il a terminé l'actuelle construction sur ordre de Charles V.
Depuis, le fort a été constamment occupé par une garnison jusqu'à la Révolution française.

## Description
Le fort Saint-André est constitué d'une enceinte fortifiée, flanquée de tours et d'un châtelet d'entrée, encadrée par deux tours jumelles, du haut desquelles on a une vue panoramique sur Avignon, la vallée du Rhône, le mont Ventoux, les Alpilles et la ville de Villeneuve-lès-Avignon.
Le châtelet d'entrée, surnommé « château royal » ou tours jumelles, porte une couronne de mâchicoulis et fait la jonction avec le chemin de ronde. Il abritait les locaux de fonction du châtelain et du viguier. L'entrée était fermée de deux herses. La salle des herses, au-dessus de l'entrée, contenait les treuils qui permettaient de les manœuvrer. La salle du viguier, à droite de l'entrée, porte les armes royales sur une clé de voûte.

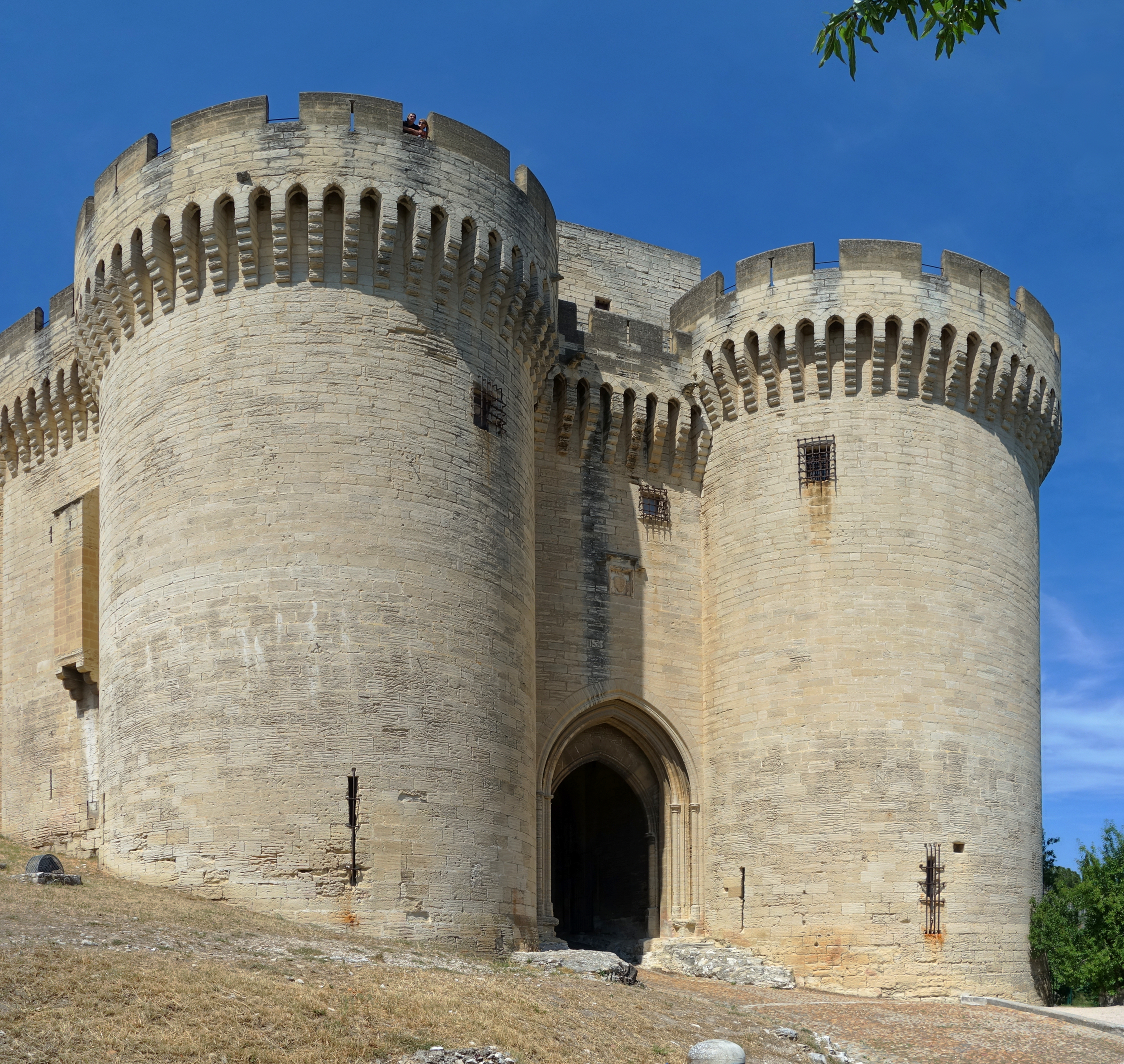
Porte principale du fort Saint-André.
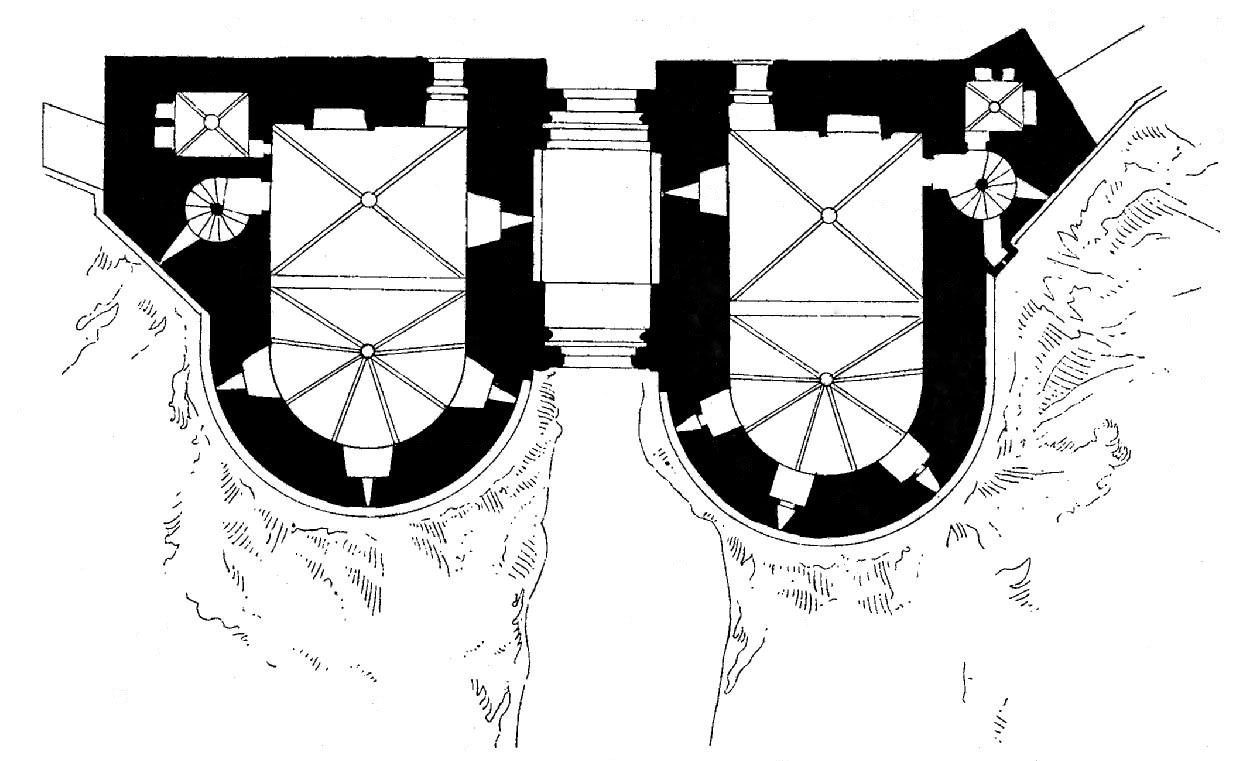
Plan des tours jumelles et de l'entrée.
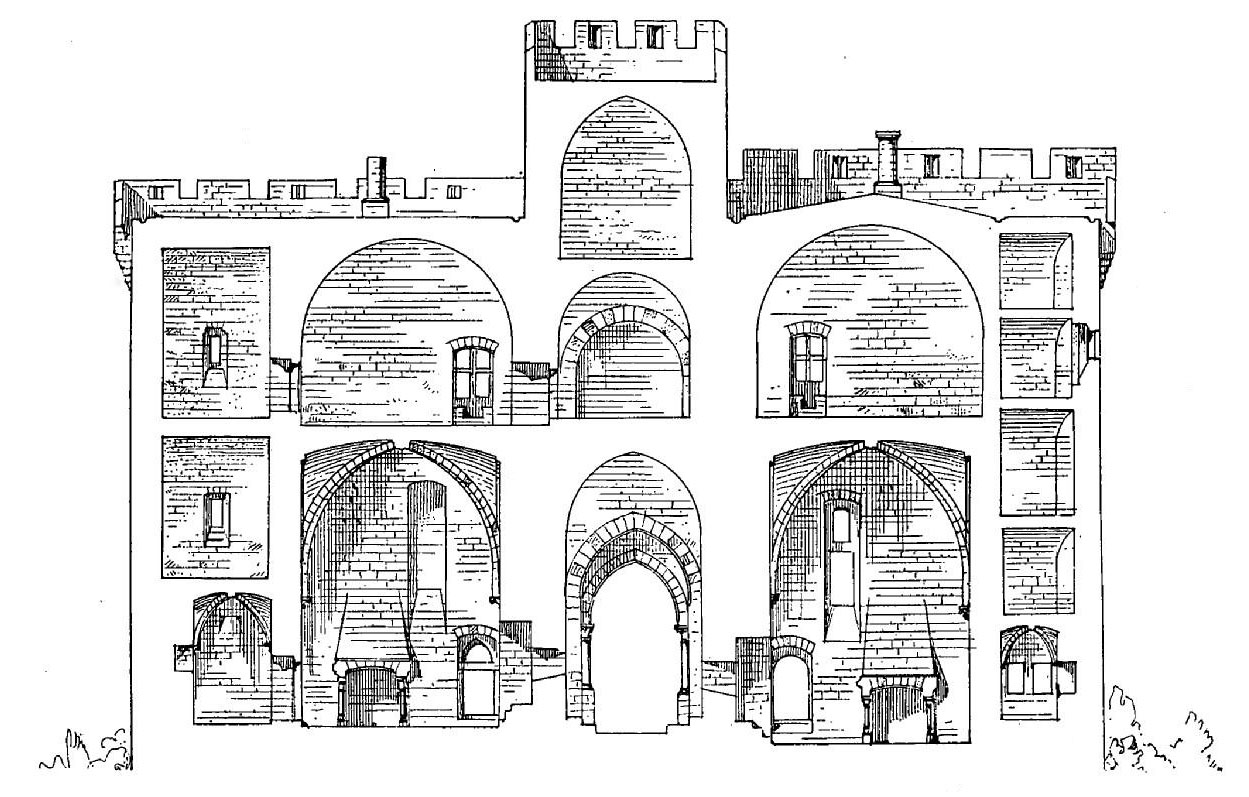
Section est-ouest des tours jumelles en direction du nord.
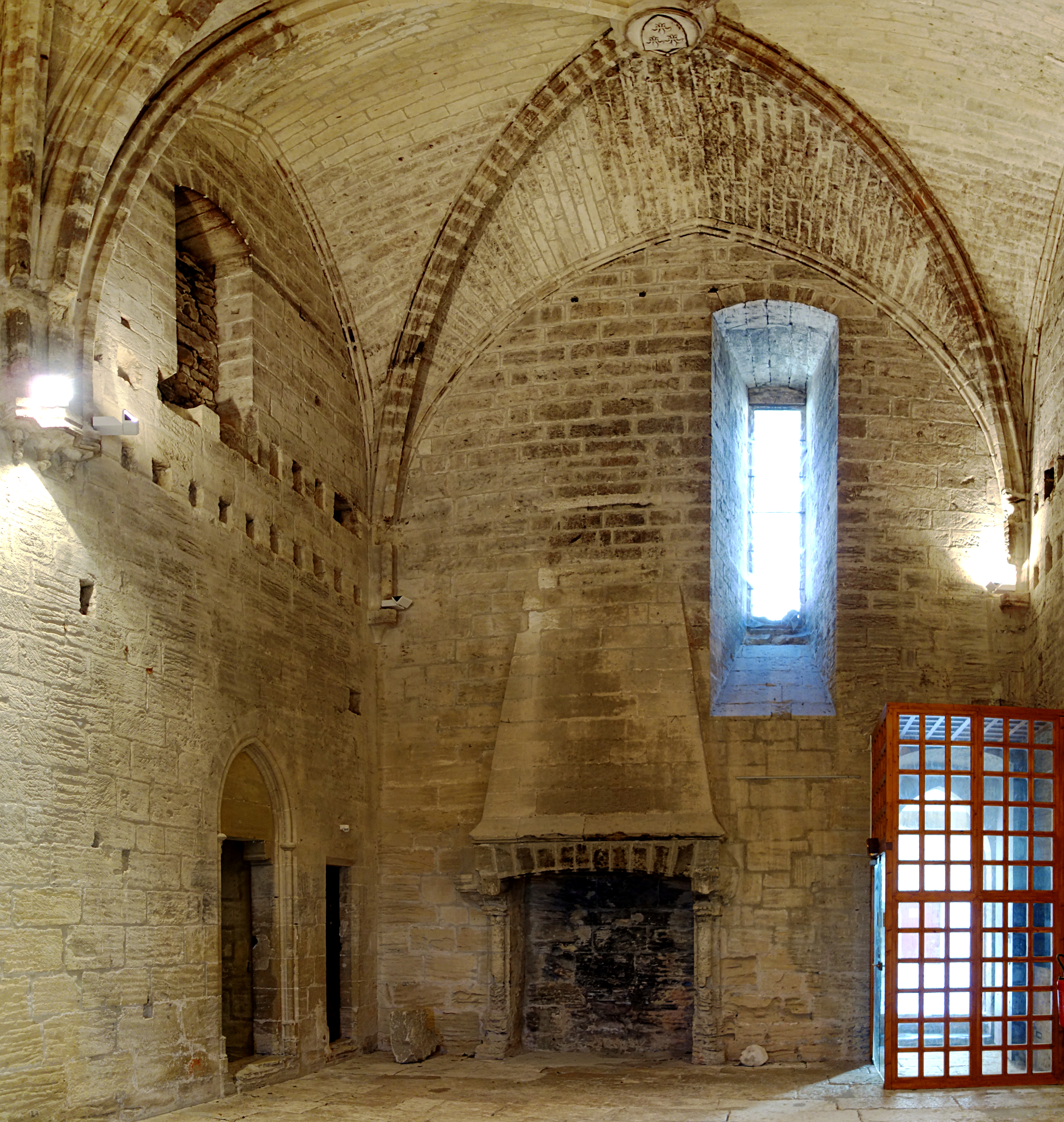
La salle du viguier.
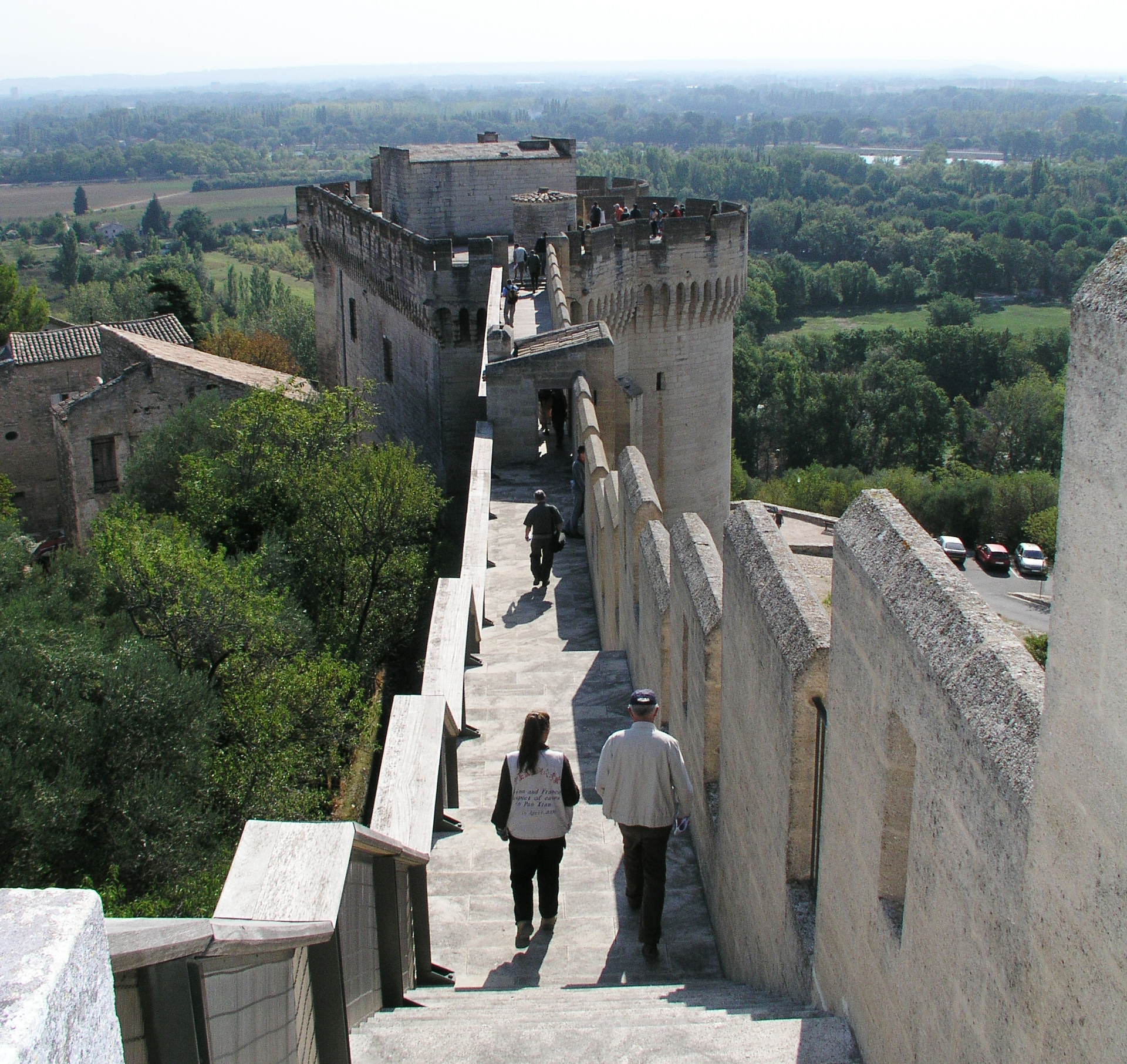
Les tours jumelles vues depuis la tour des Masques.

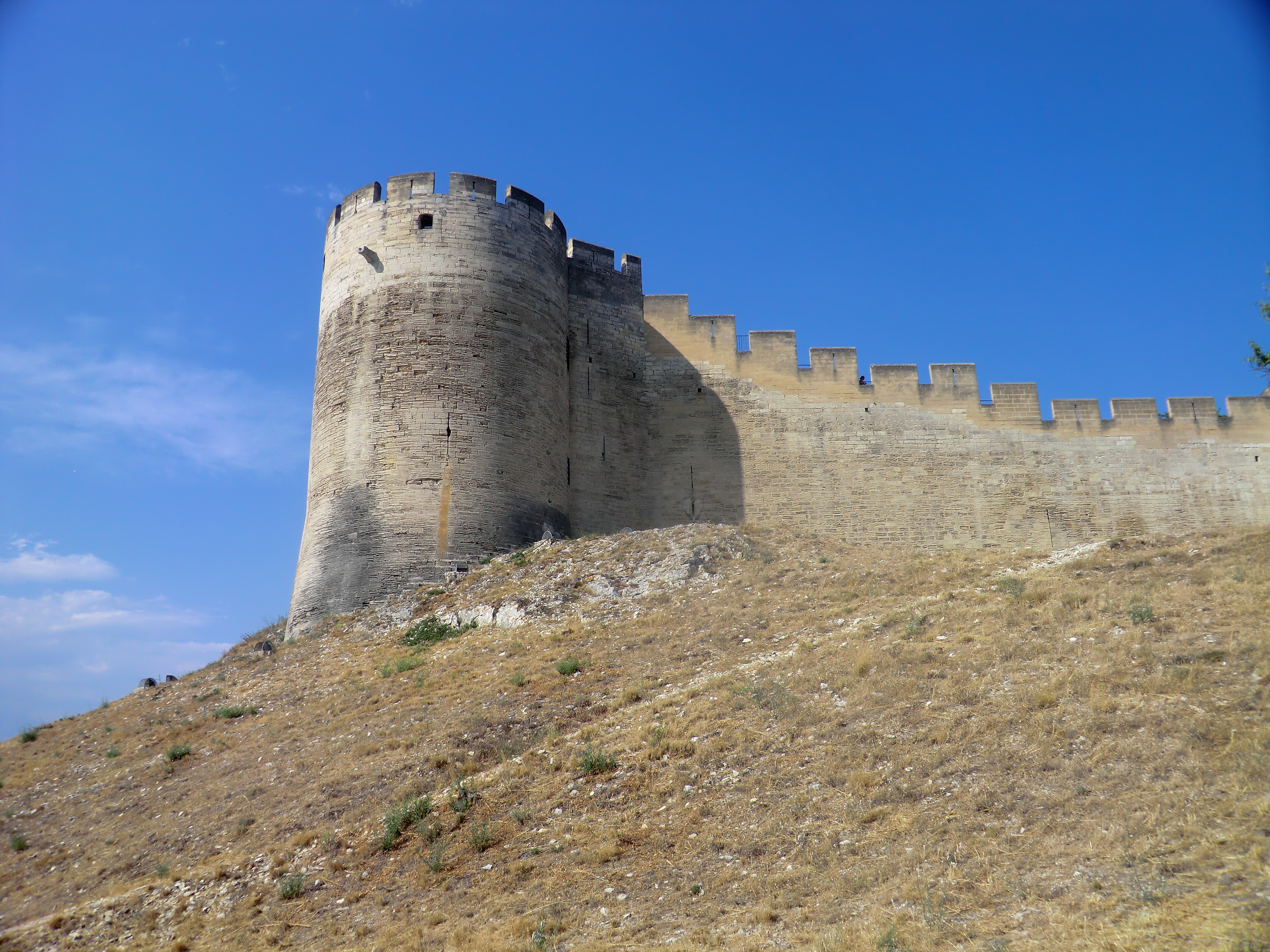
Tour des Masques.

L'enceinte fortifiée est longue de 750 mètres. Elle comprend une tour à son point le plus élevé, la tour des Masques (« tour des sorcières » de l'occitan mascas), qui renferme une seule salle, très haute, marquée de nombreux graffitis de soldats et de prisonniers. Dans l'enceinte, se trouve encore une chapelle du XIIe siècle, la chapelle de Belvézet.

## Protection
Le fort Saint-André est classé au titre des monuments historiques par arrêtés du 25 avril 1903 et du 14 novembre 1925. L'enceinte du fort, en totalité, avec l'intégralité des ouvrages de défense, fait l'objet d'un  classement par arrêté du 22 janvier 1906.
Les parcelles de terrain avoisinant le fort font l'objet d'un classement par décrets du 22 janvier 1926, du 4 mars 1926, du 13 juillet 1926, du 20 août 1926, du 8 novembre 1939, et par arrêtés du 12 mai 1927, du 28 mai 1927. Les parcelles de terrain à l'intérieur de l'enceinte, dont l'ancienne abbaye Saint-André, font l'objet d'un classement par arrêté du 19 décembre 1947.

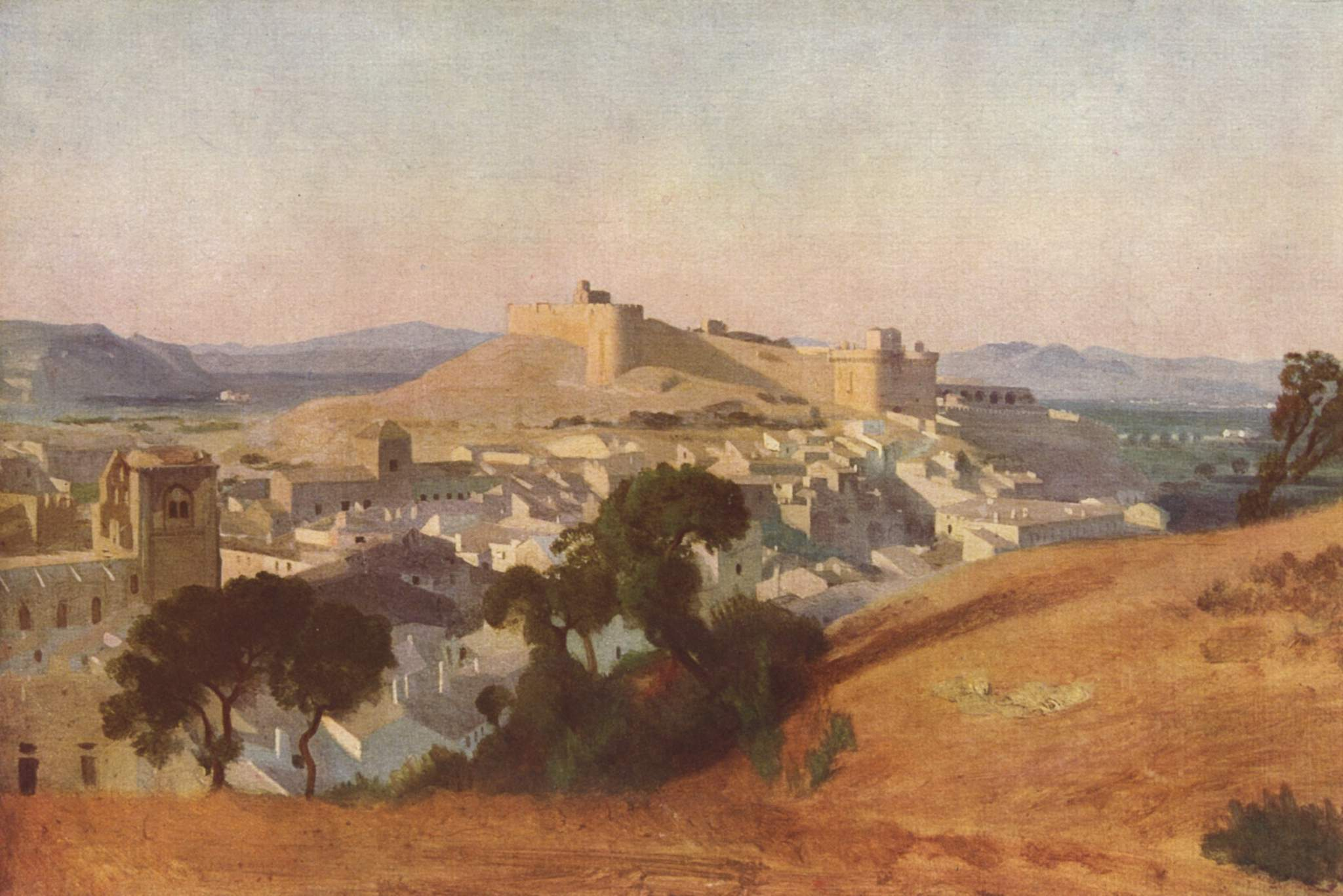
Le fort Saint-André vu par Prosper Marilhat (1836).
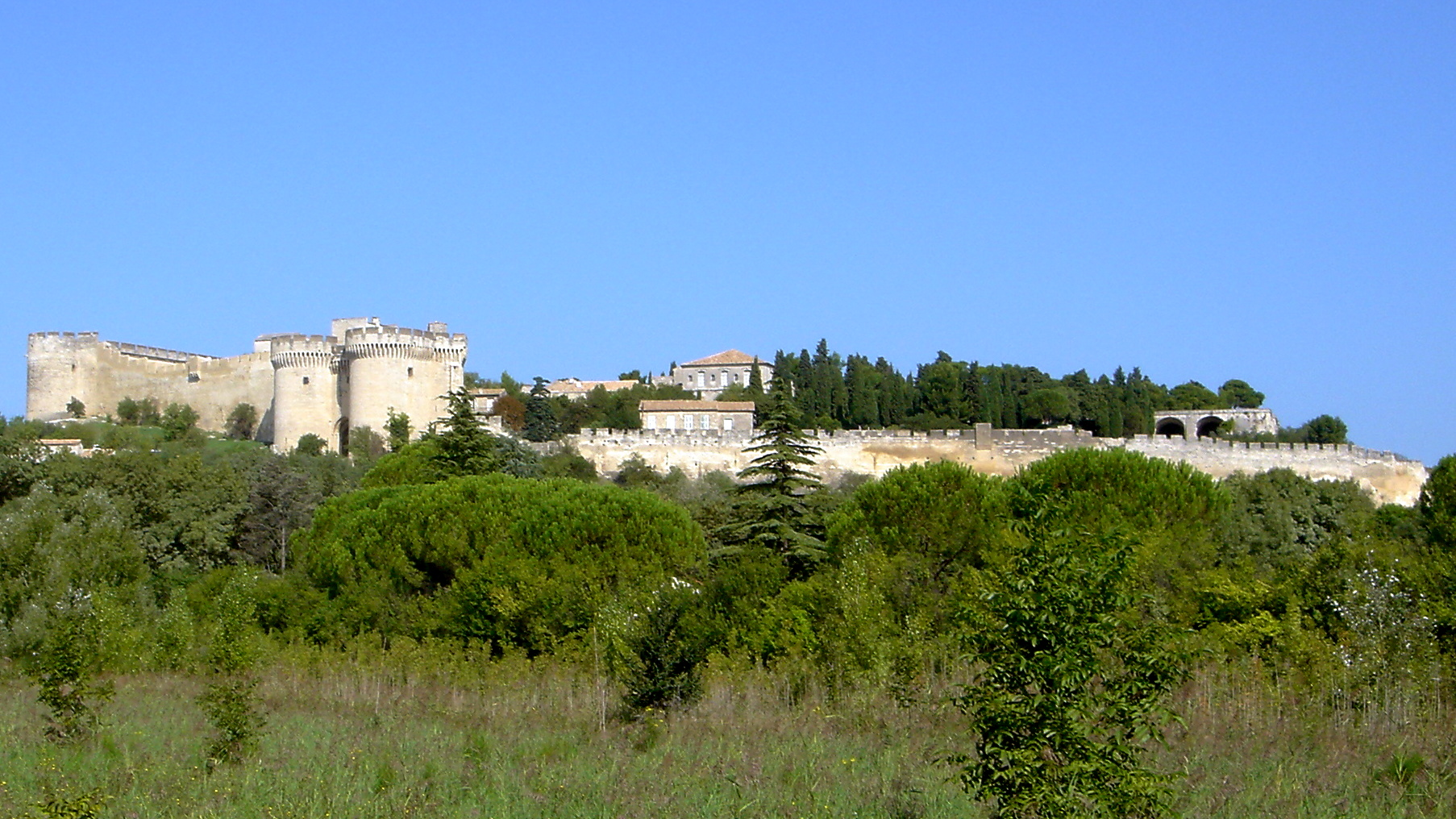
Le fort Saint-André vue depuis la plaine de l'abbaye.
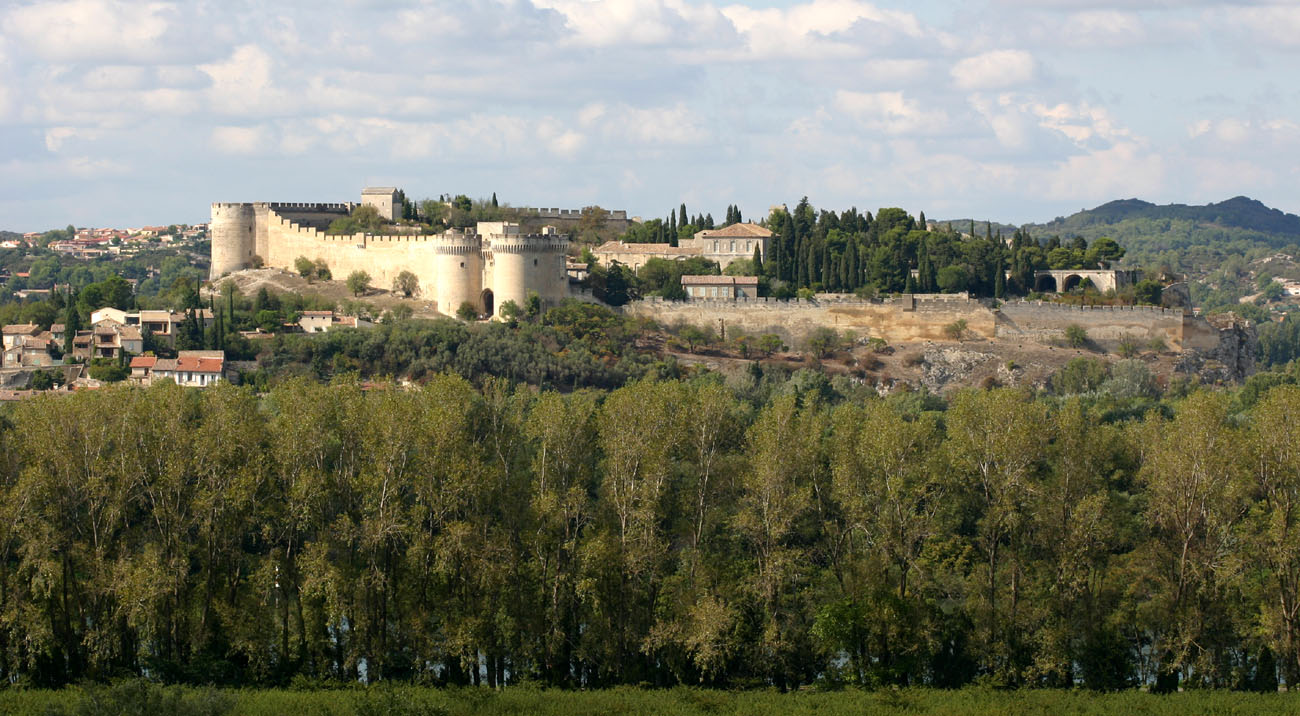
Vue sur le fort Saint-André depuis Avignon.
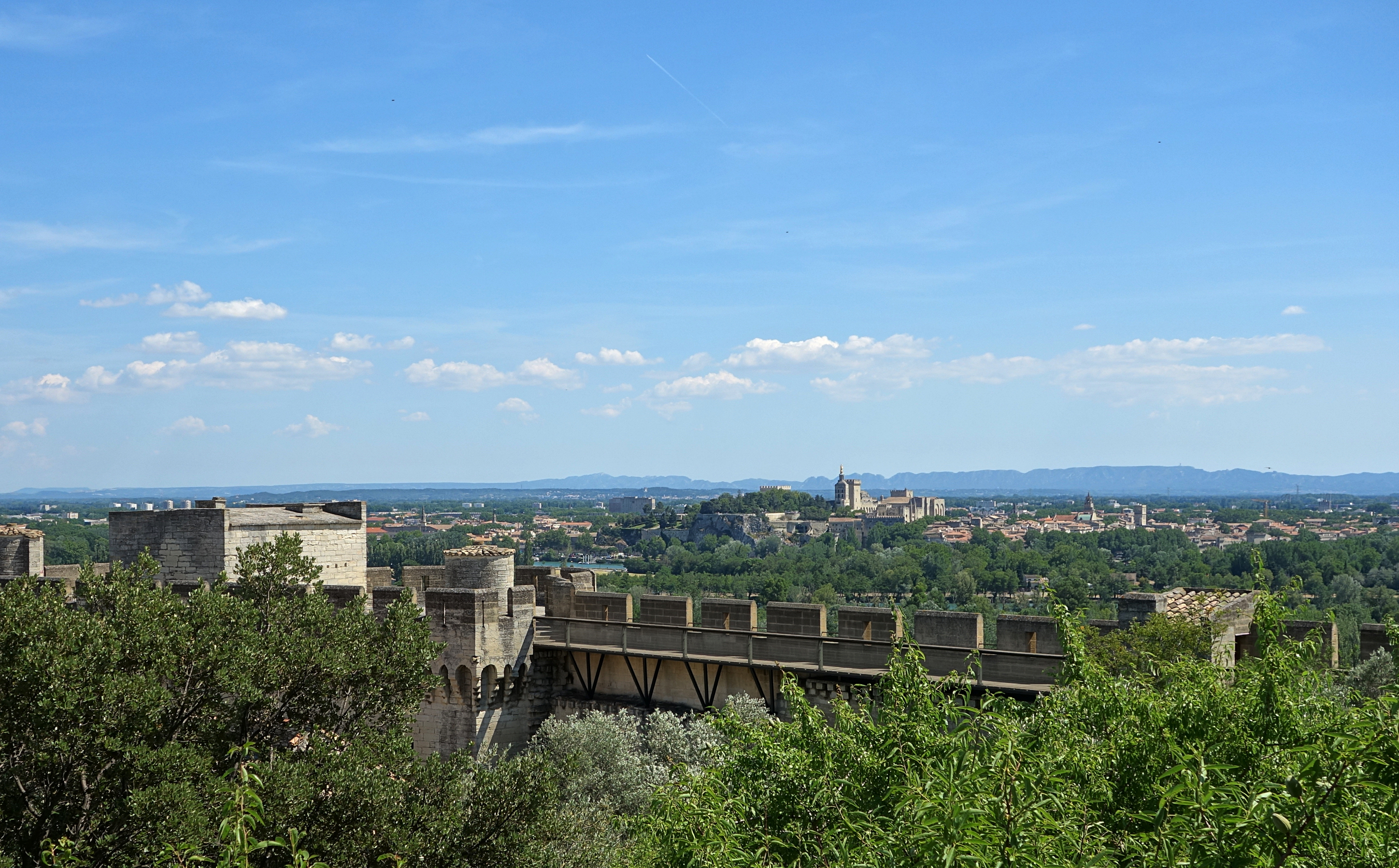
Le palais des papes vu depuis le fort Saint-André.